# سوفی تامپسون
سوفی تامپسون (انگلیسی: Sophie Thompson؛ زادهٔ ۲۰ ژانویهٔ ۱۹۶۲) یک هنرپیشه اهل بریتانیا است. وی از سال ۱۹۷۷ میلادی تاکنون مشغول فعالیت بوده‌است.
از فیلم‌ها یا برنامه‌های تلویزیونی که وی در آن نقش داشته است می‌توان به هری پاتر و یادگاران مرگ - قسمت اول، گاسفورد پارک، چهار عروسی و یک تشییع جنازه، اقناع، اما سیلو اشاره کرد.